# Víctor Vega
Víctor Manuel Vega Marín (n 14 de noviembre de 1943 en Cañas, - m. 26 de agosto de 2003 en Montes de Oca). fue un productor y director de Cine costarricense.

## Biografía
Comenzó sus labores como camarógrafo y director en 1973, fue miembro Fundador del Departamento de Cine del Ministerio de Cultura, Juventud y Deportes (hoy Centro Costarricense de Producción Cinematográfica), realizó 34 películas y más de 700 comerciales. Es considerado uno de los más grandes impulsadores de la cinematografía en Costa Rica.
Quienes lo conocieron lo recuerdan por su extraordinaria capacidad como maestro y consejero para nuevos valores. Muchas personas que hoy día se dedican al trabajo audiovisual en Costa Rica pasaron por su "escuela". Le abrió siempre las puertas a cantidad de jóvenes que se acercaban a él para aprender. Compartía con gusto lo que sabía y le gustaba rodearse de gente inquieta y joven.
Según sus familiares, su más grande obra fue precisamente esa: el aliento y motivación siempre dispuesto para la gente que quería hacer cine en Costa Rica.
Su obra más conocida es el documental: "Las Cuarentas", que fue pionero en cuanto a la manera en que abordó el controversial tema de la prostitución. Realizado en los años 1970 mantiene en el siglo XXI vigencia estética , narrativa e intelectual.
Vega murió de cáncer el 26 de agosto de 2003 en su casa en La Paulina de Montes de Oca, a la prematura edad de 59 años. Le sobreviven dos hijos: Sebastián Vega Fernández y Carlos Luis Vega Ardón.

## Filmografía
- No hay derecho (2000)
- Réquiem (2000)
- Brujas (1997)
- Tokú (1995)
- ¿Qué he hecho yo para merecer esto!! (1984)
- Nicaragua: Patria libre o morir (1978)
- A Sebastián (1976)
- Las Cuarenta (1975)
- La Cultura del Guaro (1975)
- Puerto Limón (1974)

- El hombre de la pierna cruzada
- Una canción para la Paz
- Negocio de Familia
- Una mancha de grasa
- Natividad
- Café Fortuna